# Kuwait Sports Club
Il Kuwait Sports Club (in arabo نادي الكويت الرياضي‎?), meglio noto semplicemente come Kuwait SC, è una squadra di calcio kuwaitiana con sede a Madinat al-Kuwait.
Fondato il 20 ottobre 1960, il club è uno dei più titolati in patria vantando nel proprio palmarès: oltre 50 titoli nazionali e tre titoli continentali.

## Presidenti
| Anni    | Presidente                 |
| ------- | -------------------------- |
| 1961–63 | Mohamed Al Khaled Al Zayed |
| 1963–65 | Fahad Al Marzoq            |
| 1965–72 | Khidair Masha'an           |
| 1972–74 | Mubarak Al Asfoor          |
| 1974–81 | Khidair Masha'an           |
| 1981–92 | Ali Thunaien Al Ghanim     |
| 1992–94 | Ghassan Al Nesf            |
| 1994–00 | Mohammed Al-Sager          |
| 2000–02 | Jassim Al Mahri            |
| 2002    | Issam Al Sager             |
| 2002    | Youssuf Al Munais          |
| 2002–08 | Marzouq Al-Ghanim          |
| 2008–   | Abdulaziz Al Marzouq       |

## Allenatori

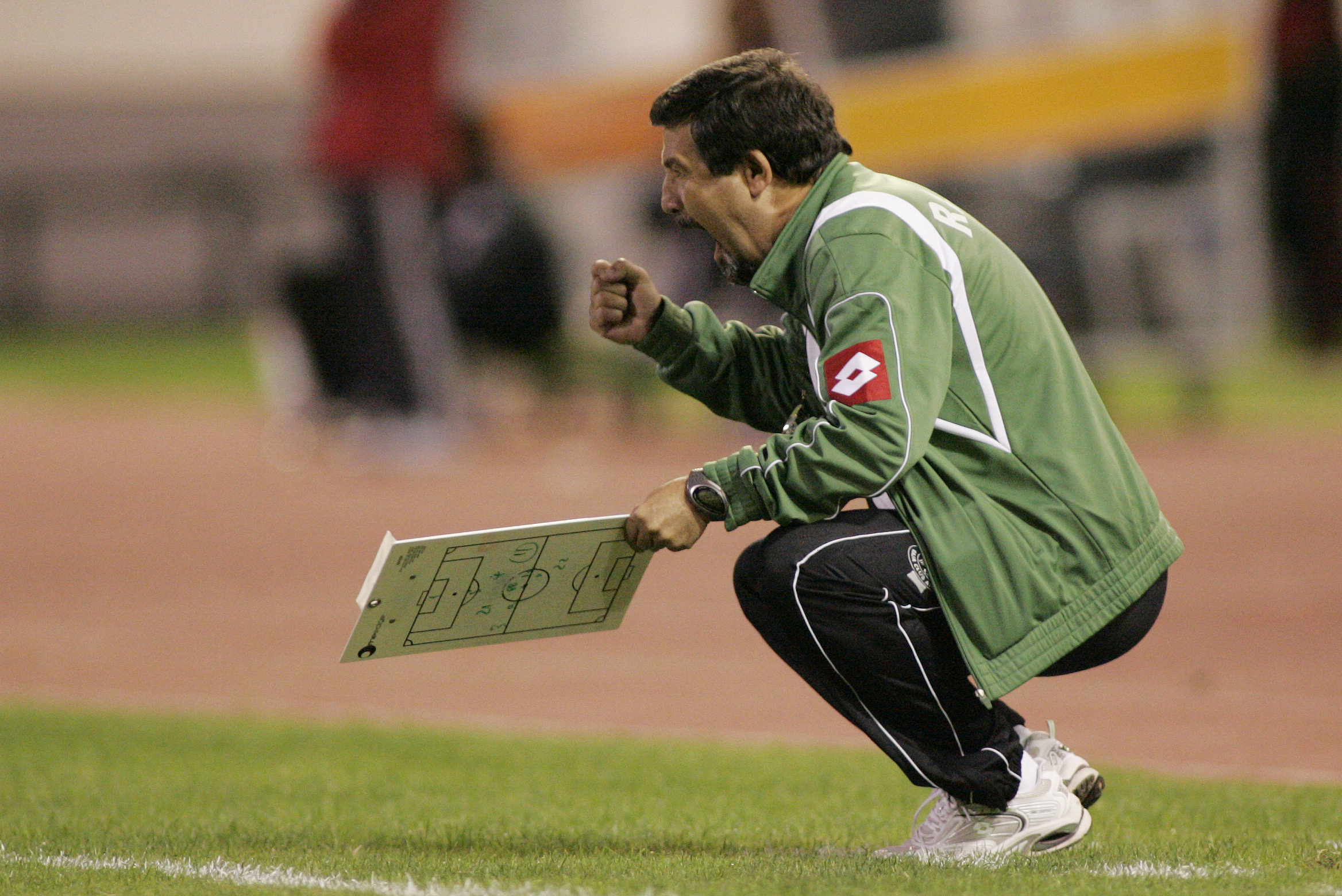
José Romão allenatore 2010-2011

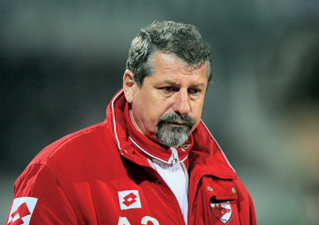
Marin Ion allenatore 2012-2014 ha vinto due Coppe dell'AFC

| Anni              | Nome                     |
| ----------------- | ------------------------ |
| 1995–96           | John Cartwright          |
| 1996              | Oleh Bazylevyč           |
| 1996–97           | Slobodan Pavković        |
| 2001–02           | Rainer Bonhof            |
| 2002–03           | Ján Pivarník             |
| 2003              | Saleh Zakaria            |
| 2003–04           | Gilberto                 |
| 2004              | Saleh Zakaria            |
| 2004              | Mohamed Abdullah         |
| 2005              | Theo Bücker              |
| 2005–06           | Rodion Gačanin           |
| 2006              | Mohamed Abdullah         |
| 2006–07           | Willem Leushuis          |
| 2007              | Mohamed Abdullah         |
| Lug 2007–Giu 2008 | Rodion Gačanin           |
| Giu–Ott 2008      | Radmilo Ivančević        |
| Nov 2008–Giu 2009 | Laurent Banide           |
| Lug–Set 2009      | Néstor Clausen           |
| Ott–Dic 2009      | Mohamed Abdullah         |
| Gen–Apr 2010      | Arthur Bernardes         |
| Apr–Mag 2010      | Mohamed Abdullah         |
| Mag 2010–Giu 2011 | José Romão               |
| 2011–12           | Dragan Talajić           |
| 2012–14           | Marin Ion                |
| 2014              | Aziz Hamada              |
| 2014–2016         | Mohammed Ebrahim Hajeyah |
| 2016–2017         | Laurent Banide           |
| 2017–2018         | Abdullah Abu Zema        |
| 2018              | Mohamed Abdullah         |
| 2019              | Hussam Al Sayed          |
| 2020              | Ruud Krol                |
| 2020–21           | Mohamed Abdullah         |
| 2021              | Carlos González Juárez   |
| 2021              | Fathi Al-Jabal           |
| 2021–             | Nabil Maâloul            |

## Palmarès

### Competizioni nazionali
- Kuwait Premier League: 19

1965-1965, 1968-1968, 1972-1972, 1973-1974, 1976-1977, 1978-1979, 2000-2001, 2005-2006, 2006-2007, 2007-2008, 2012-2013, 2014-2015, 2016-2017, 2017-2018, 2018-19, 2020, 2021-2022, 2022-2023, 2023-2024
- Kuwait Emir Cup: 14

1976, 1977, 1978, 1980, 1985, 1987, 1988, 2002, 2009, 2016, 2017, 2018, 2019, 2023
- Kuwait Crown Prince Cup: 6

1994, 2003, 2008, 2010, 2011, 2024-2025
- Kuwait Federation Cup: 2

2009, 2011
- Kuwait Super Cup: 1

2010
- Al Kurafi Cup: 1

2004-2005

### Competizioni internazionali
- Coppa dell'AFC: 3

2009, 2012, 2013

### Altri piazzamenti
- Kuwait Premier League:

Secondo posto: 1969-1970, 1974-1975, 1975-1976, 1984-1985, 1987-1988, 2004-2005, 2009-2010, 2010-2011, 2011-2012
Terzo posto: 1961-1962, 1962-1963, 1963-1964, 1965-1966, 1966-1967, 1970-1971, 1977-1978, 1982-1983, 1986-1987, 1988-1989, 1998-1999, 2008-2009
- Al Kurafi Cup:

Finalista: 2006-2007
- Coppa dell'AFC:

Finalista: 2011
Semifinalista: 2015
- Coppa dei Campioni del Golfo:

Terzo posto: 2002
- Coppa dei Campioni araba per club:

Finalista: 2003

## Statistiche del Kuwait SC

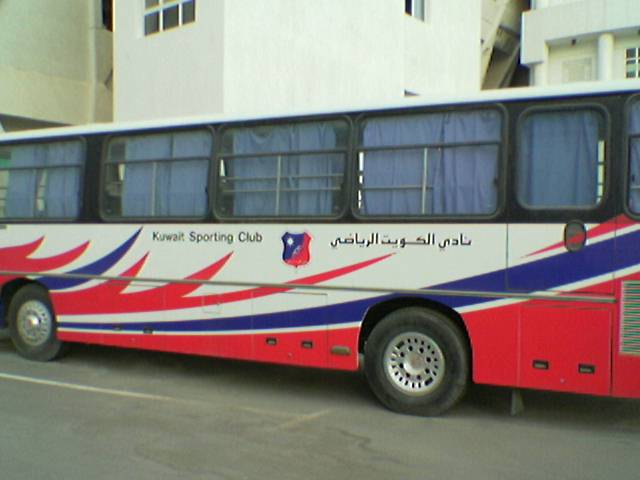
Il pullman della squadra

| Stagione | Divisione | Posizione           | Kuwait Emir Cup  | Crown Prince Cup | Federation Cup | Competizioni AFC    | Competizioni AFC |
| -------- | --------- | ------------------- | ---------------- | ---------------- | -------------- | ------------------- | ---------------- |
| 1961–62  | KPL       | 3°                  | Semifinali       | –                | –              | –                   | –                |
| 1962–63  | KPL       | 3°                  | Secondo posto    | –                | –              | –                   | –                |
| 1963–64  | KPL       | 3°                  | Semifinali       | –                | –              | –                   | –                |
| 1964–65  | KPL       | 1°                  | Semifinali       | –                | –              | –                   | –                |
| 1965–66  | KPL       | 3°                  | Semifinali       | –                | –              | –                   | –                |
| 1966–67  | KPL       | 3°                  | Semifinali       | –                | –              | –                   | –                |
| 1967–68  | KPL       | 1°                  | Semifinali       | –                | –              | –                   | –                |
| 1968–69  | KPL       | 4°                  | Secondo Posto    | –                | –              | –                   | –                |
| 1969–70  | KPL       | 2°                  | –                | –                | –              | –                   | –                |
| 1970–71  | KPL       | 3°                  | Secondo posto    | –                | –              | –                   | –                |
| 1971–72  | KPL       | Vincitore (Playoff) | –                | –                | –              | –                   | –                |
| 1972–73  | KPL       | 4°                  | Semifinali       | –                | –              | –                   | –                |
| 1973–74  | KPL       | 1°                  | Secondo Posto    | –                | –              | –                   | –                |
| 1974–75  | KPL       | 2°                  | Secondo posto    | –                | –              | –                   | –                |
| 1975–76  | KPL       | 2°                  | Campione         | –                | –              | –                   | –                |
| 1976–77  | KPL       | 1°                  | Campione         | –                | –              | –                   | –                |
| 1977–78  | KPL       | 3°                  | Campione         | –                | –              | –                   | –                |
| 1978–79  | KPL       | 1°                  | 3º Posto         | –                | –              | –                   | –                |
| 1979–80  | KPL       | 4°                  | Campione         | –                | –              | –                   | –                |
| 1980–81  | KPL       | 6°                  | Secondo posto    | –                | –              | –                   | –                |
| 1981–82  | KPL       | 4°                  | Secondo posto    | –                | –              | –                   | –                |
| 1982–83  | KPL       | 3°                  | –                | –                | –              | –                   | –                |
| 1983–84  | KPL       | 4°                  | 4º Posto         | –                | –              | –                   | –                |
| 1984–85  | KPL       | 2°                  | Campione         | –                | –              | –                   | –                |
| 1985–86  | KPL       | 4°                  | –                | –                | –              | –                   | –                |
| 1986–87  | KPL       | 3°                  | Campione         | –                | –              | –                   | –                |
| 1987–88  | KPL       | 2°                  | Campione         | –                | –              | –                   | –                |
| 1988–89  | KPL       | 3°                  | –                | –                | –              | –                   | –                |
| 1989–90  | KPL       | 4°                  | –                | –                | –              | –                   | –                |
| 1991–92  | KPL       | 4° (Gruppo 2)       | 4º Posto         | –                | Champione      | –                   | –                |
| 1992–93  | KPL       | 6°                  | –                | –                | –              | –                   | –                |
| 1993–94  | KPL       | 9°                  | 3º Posto         | –                | –              | –                   | –                |
| 1994–95  | KPL       | 5°                  | Primo turno      | –                | –              | –                   | –                |
| 1995–96  | KPL       | 10°                 | Quarti di finale | –                | –              | –                   | –                |
| 1996–97  | KPL       | 5°                  | Primo turno      | –                | –              | –                   | –                |
| 1997–98  | KPL       | 7°                  | Primo turno      | –                | –              | –                   | –                |
| 1998–99  | KPL       | 3º Posto (Playoff)  | 3º Posto         | –                | –              | –                   | –                |
| 1999–00  | KPL       | 3° (Turno finale)   | Primo turno      | –                | –              | –                   | –                |
| 2000–01  | KPL       | 1°                  | Primo turno      | 3º Posto         | –              | –                   | –                |
| 2001–02  | KPL       | 4°                  | Campione         | Secondo posto    | –              | ACL 2002            | Quarti di finale |
| 2002–03  | KPL       | 4°                  | Quarti di finale | Campione         | –              | ACL 2002-2003       | Playoff          |
| 2003–04  | KPL       | 4º Posto (Playoff)  | Secondo Posto    | Secondo Posto    | –              | –                   | –                |
| 2004–05  | KPL       | 2° (Turno finale)   | Primo turno      | Secondo Posto    | –              | –                   | –                |
| 2005–06  | KPL       | 1°                  | 3º Posto         | Secondo Posto    | –              | ACL 2005            | Fase a gironi    |
| 2006–07  | KPL       | Campione (Playoff)  | 4º Posto         | Fase a gironi    | –              | ACL 2007            | Fase a gironi    |
| 2007–08  | KPL       | 1°                  | Quarti di finale | Campione         | Secondo Posto  | ACL 2008            | Fase a gironi    |
| 2008–09  | KPL       | 3rd                 | Campione         | Secondo Posto    | Semifinali     | Coppa dell'AFC 2009 | Campione         |
| 2009–10  | KPL       | 2°                  | Secondo Posto    | Campione         | Campione       | Coppa dell'AFC 2010 | Ottavi di finale |
| 2010–11  | KPL       | 2°                  | Secondo Posto    | Campione         | Semifinali     | Coppa dell'AFC 2011 | Secondo Posto    |
| 2011–12  | KPL       | 2°                  | Quarti di finale | Fase a gironi    | Campioni       | Coppa dell'AFC 2012 | Campioni         |
| 2012–13  | KPL       | 1°                  | Quarti di finale | Quarti di finale | 3°             | Coppa dell'AFC 2013 | Campioni         |

## Kuwait SC in Asia
- AFC Champions League: 4 apparizioni

2002–2003: Preliminari
2005: Fase a Gironi
2007: Fase a Gironi
2008: Fase a Gironi
- AFC Cup: 4 apparizioni

2009: Vittoria
2010: Sedicesimi di finale
2011: Secondo posto
2012: Vittoria
2013: Vittoria
- Campionato d'Asia per club: 1 apparizioni

2002: Fase a Gironi

## Organico

### Rosa 2024-2025
| N. |                   | Ruolo | Calciatore           |
| -- | ----------------- | ----- | -------------------- |
| 1  | Kuwait (bandiera) | P     | Fawaz Al-Fadhli      |
| 2  | Kuwait (bandiera) | D     | Sami Al-Sanea        |
| 3  | Kuwait (bandiera) | D     | Meshari Al-Enezi     |
| 4  | Kuwait (bandiera) | C     | Redha Abujabarah     |
| 5  | Kuwait (bandiera) | D     | Fahed Al Hajri       |
| 6  | Kuwait (bandiera) | D     | Yousif Al-Khebizi    |
| 7  | Kuwait (bandiera) | A     | Yassine Amri         |
| 8  | Kuwait (bandiera) | C     | Ahmed Al-Dhefiri     |
| 9  | Kuwait (bandiera) | C     | Faisal Zayid         |
| 10 | Kuwait (bandiera) | C     | Talal Al Fadhel      |
| 11 | Kuwait (bandiera) | A     | Yousef Nasser        |
| 12 | Kuwait (bandiera) | C     | Mohsen Gharee        |
| 13 | Kuwait (bandiera) | D     | Fahad Hamoud         |
| 14 | Kuwait (bandiera) | D     | Mohammad Frieh       |
| 15 | Kuwait (bandiera) | C     | Sheridah Al-Sheridah |

| N. |                      | Ruolo | Calciatore              |
| -- | -------------------- | ----- | ----------------------- |
| 16 | Kuwait (bandiera)    | C     | Mohammad Daham          |
| 17 | Kuwait (bandiera)    | C     | Talal Jaza’a            |
| 18 | Kuwait (bandiera)    | C     | Abdulmohsen Al-Turkmani |
| 19 | Tunisia (bandiera)   | D     | Bilel Ifa               |
| 21 | Iran (bandiera)      | D     | Ali Hussain             |
| 23 | Egitto (bandiera)    | C     | Amro Abdelfatah         |
| 27 | Tunisia (bandiera)   | A     | Taha Yassine Khenissi   |
| 29 | Kuwait (bandiera)    | C     | Ahmad Zanki             |
| 33 | Kuwait (bandiera)    | P     | Saud Al Hoshan          |
| 34 | Kuwait (bandiera)    | P     | Dhari Al-Otaibi         |
| 40 | Kuwait (bandiera)    | P     | Abdulrahman Kameel      |
| 50 | Kuwait (bandiera)    | A     | Ibrahim Kameel          |
| 52 | Kuwait (bandiera)    | D     | Sultan Al-Faraj         |
| 60 | Kuwait (bandiera)    | D     | Abdulaziz Naji          |
|    | Argentina (bandiera) | D     | Sergio Vittor           |